# MyFrenchFilmFestival
 (novembre 2015).
MyFrenchFilmFestival (ou My French Film Festival) est un festival international de films français, fondé en 2011 par UniFrance films qui se déroule chaque année à partir de mi-janvier jusqu'à mi-février. Ce festival a comme particularité d'être accessible en ligne.

## Principe
Le principe du festival est d'être accessible aux spectateurs non seulement dans des salles de projection, mais aussi sur la plateforme myFrenchFilmFestival.com pour l'ensemble des pays.
Les internautes sont invités à noter tous les films en ligne et à laisser leurs commentaires sur le site. Dans le même temps, les jurys des cinéastes et de la presse internationale se réunissent à Paris durant le festival pour désigner les films lauréats.

## Prix
Différents prix sont décernés :
- le prix Lacoste du public ;
- le Prix de la presse internationale (jury composé de 10 journalistes étrangers) ;
- le prix Chopard des cinéastes étrangers

## Jury des cinéastes
Lors des deux premières éditions du festival, en 2011 et 2012, il n'y avait pas de jury de cinéaste.
2013
- Emanuele Crialese, réalisateur et scénariste  Italie
- Lucrecia Martel, réalisatrice  Argentine
- Michel Hazanavicius, réalisateur et scénariste  France
- Wang Xiaoshuai, réalisateur  Chine

2014
- Jean-Pierre Jeunet (Président du jury), réalisateur  France
- Anurag Kashyap, réalisateur  Inde
- Frédéric Fonteyne, réalisateur et scénariste  Belgique
- Lynne Ramsay, réalisatrice  Royaume-Uni
- Marco Bellocchio, réalisateur et scénariste  Italie

2015
- Michel Gondry (Président du jury), réalisateur et scénariste  France
- Joachim Lafosse, réalisateur  Belgique
- Abderrahmane Sissako, réalisateur  Mauritanie
- Nadav Lapid, réalisateur  Israël

2016
- Nicolas Winding Refn (Président du jury), réalisateur et scénariste  Danemark
- David Robert Mitchell, réalisateur et scénariste  États-Unis
- Felix Van Groeningen, réalisateur  Belgique
- Marjane Satrapi, réalisatrice et scénariste  Iran  France
- Valérie Donzelli, réalisatrice et scénariste  France

2017
- Pablo Trapero (Président du jury), réalisateur  Argentine
- Bertrand Bonello, réalisateur  France
- Fabrice du Welz, réalisateur  Belgique
- Rebecca Zlotowski, réalisatrice et scénariste  France
- Shlomi Elkabetz, réalisateur et scénariste  Israël

2018
- Paolo Sorrentino (Président du jury), réalisateur  Italie
- Julia Ducournau, réalisatrice  France
- Nabil Ayouch, réalisateur  Maroc  France
- Kim Chapiron, réalisateur  France
- Brillante Mendoza, réalisateur  Philippines

2019
- Houda Benyamina, réalisatrice et scénariste  France
- Coralie Fargeat, réalisatrice et scénariste  France
- Mikhaël Hers, réalisateur  France
- Kim Nguyen, réalisateur, producteur et scénariste  Canada
- Jaco Van Dormael, réalisateur et metteur en scène  Belgique

2020
- Ira Sachs (Président du jury), réalisateur et scénariste  États-Unis
- Agathe Bonitzer, actrice  France
- Jayro Bustamante, réalisateur  Guatemala
- Brady Corbet, acteur et réalisateur  États-Unis
- Judith Davis, actrice  France
- Michaela Pavlatova, réalisatrice de films d’animation  République tchèque

2021
- Monia Chokri, actrice et réalisatrice  Canada
- Franco Lolli, réalisateur et scénariste  Colombie
- Mounia Meddour, réalisatrice  France  Algérie
- Gianfranco Rosi, réalisateur et documentariste  Italie
- Rosalie Varda, créatrice de costumes et directrice artistique  France

2022
- Filippo Meneghetti, réalisateur et scénariste  Italie
- Michelle Couttolenc, ingénieur du son  Mexique
- Joachim Lafosse, réalisateur et scénariste  Belgique
- Santiago Mitre, acteur, réalisateur et scénariste  Argentine
- Daphné Patakia, actrice  Belgique  Grèce

2023
- Emily Atef, réalisatrice  France  Iran
- Chie Hayakawa, réalisatrice et scénariste  Japon
- Juho Kuosmanen, réalisateur, scénariste, acteur et monteur  Finlande
- Sergei Loznitsa, réalisateur, monteur, scénariste, directeur de la photographie  Ukraine
- Albert Serra, scénariste, réalisateur et monteur  Espagne

2024
- Faouzi Bensaïdi, réalisateur et acteur  Maroc
- Pierfrancesco Favino, acteur et réalisateur  Italie
- Lillah Halla, réalisatrice  Italie  Brésil
- Marie Kreutzer, réalisatrice  Autriche
- Katell Quillévéré, réalisatrice  France

2025
Pour la 15e édition le jury international est composé de: 
- Zar Amir Ebrahimi : actrice, productrice et réalisatrice  France  Iran
- Viggo Mortensen : acteur et réalisateur  États-Unis  Danemark
- Noémie Merlant : actrice et réalisatrice  France
- Tarik Saleh : réalisateur, scénariste et producteur  Suède
- Andrey Zvyagintsev : réalisateur et scénariste  Russie

## Palmarès

### 2015
Palmarès en 2015 :
- prix Chopard des cinéastes : Hippocrate de Thomas Lilti ;
- prix de la presse internationale :  Respire de Mélanie Laurent ;
- prix Lacoste du public : Une place sur la Terre de Fabienne Godet.

### 2016
Palmarès en 2016 :
- Prix Chopard des cinéastes : Alleluia de Fabrice du Welz.
- Prix de la presse internationale :  Coup de chaud de Raphaël Jacoulot.
- Prix Lacoste du public : Les Châteaux de sable d'Olivier Jahan.

### 2017
Palmarès en 2017 :
- Prix Chopard des cinéastes : Le Nouveau de Hamé et Ekoué.
- mention spéciale :  Marguerite et Julien de Valérie Donzelli.
- Prix du Jury Cinéastes : Le Nouveau de Rudi Rosenberg
- Prix de la presse internationale : Le Nouveau de Rudi Rosenberg
- Prix Lacoste du public : Les Ogres de Léa Fehner.

### 2018
Palmarès en 2018 :
- Prix du Jury Cinéastes : Les Derniers Parisiens de Rudi Rosenberg.
- mention spéciale :  Willy 1er de Ludovic Boukherma, Zoran Boukherma, Marielle Gautier et Hugo P. Thomas.
- Prix de la presse internationale : Noces de Stephen Streker et La Mort, Père & Fils de Winshluss et Denis Walgenwitz.
- Prix Lacoste du public : Noces de Stephen Streker et La Mort, Père & Fils de Winshluss et Denis Walgenwitz.

### 2019
Palmarès en 2019 :
- Prix du Jury Cinéastes : Diane a les épaules, de Fabien Gorgeart.
- Prix de la presse internationale : Demain et tous les autres jours, de Noémie Lvovsky.
- Prix Lacoste du public : Demain et tous les autres jours, de Noémie Lvovsky et La Collection, d'Emmanuel Blanchard.

### 2024
- Grand prix : Chien de la casse, de Jean-Baptiste Durand.
- Prix de la presse internationale :  Interdit aux chiens et aux Italiens d’Alain Ughetto.
- Prix des créateurs de contenus :  Fairplay de Zoel Aeschbacher[9].

### 2025
- Grand prix :  L'Homme d'argile de Anaïs Tellenne.
- Prix de la presse internationale :  Quitter la nuit de Delphine Girard.
- Prix des créateurs de contenu : Ce qui appartient à César de Violette Gitton[10].

## Longs métrages hors compétition

### 2012
- La Traversée de Paris